# قائمة رؤساء وزراء هولندا
فيما يلي قائمة رئيس وزراء هولندا من هولندا منذ بداية هذا المنصب نتيجة لإعادة النظر في دستور هولندا في عام 1848. رئيس الوزراء هو رئيس مجلس تداول الوزراء الهولندي؛ منذ عام 1945 كان قد حمل لقب رئيس الوزراء.

## تحت إمرةفيلم الثاني(1840–1849)
حزب سياسي:   مستقل
|               | الصورة                         | الاسم (الميلاد-الوفاة)       | في المنصب      | في المنصب     | في المنصب | حزب سياسي       | الانتخابات | مجلس الوزراء | مجلس الوزراء |
| استلام المنصب | الصورة                         | الاسم (الميلاد-الوفاة)       | ترك المنصب     | الأيام        |           | حزب سياسي       | الانتخابات | مجلس الوزراء | مجلس الوزراء |
| ------------- | ------------------------------ | ---------------------------- | -------------- | ------------- | --------- | --------------- | ---------- | ------------ | ------------ |
|               | Gerrit, Count Schimmelpenninck | جيريت شيملبينينك (1794–1863) | 25 مارس 1848   | 17 مايو 1848  | 53        | مستقل (ليبرالي) | —          | I            | ليبرالي      |
|               | Jacob de Kempenaer             | جاكوب دي كمبينير (1793–1870) | 21 نوفمبر 1848 | 1 نوفمبر 1849 | 345       | مستقل (ليبرالي) | 1848       | I            | ليبرالي      |

## تحت إمرةفيلم الثالث(1849–1890)
حزب سياسي:  الحزب المناهض للثورة،   مستقل
|               | الصورة                                | الاسم (الميلاد-الوفاة)                       | في المنصب      | في المنصب      | في المنصب | حزب سياسي            | الانتخابات          | مجلس الوزراء | مجلس الوزراء |
| استلام المنصب | الصورة                                | الاسم (الميلاد-الوفاة)                       | ترك المنصب     | الأيام         |           | حزب سياسي            | الانتخابات          | مجلس الوزراء | مجلس الوزراء |
| ------------- | ------------------------------------- | -------------------------------------------- | -------------- | -------------- | --------- | -------------------- | ------------------- | ------------ | ------------ |
|               | Johan Rudolf Thorbecke                | يوهان رودولف توربكه (1798–1872)              | 1 نوفمبر 1849  | 19 أبريل 1853  | 1265      | مستقل (ليبرالي)      | 1850 1852           | I            | ليبرالي      |
|               | Floris Adriaan, Baron van Hall        | فلوريس أدريان فان هال (1791–1866)            | 19 أبريل 1853  | 1 يوليو 1856   | 1169      | مستقل (ليبرالي)      | 1853                | I            | ليبرالي      |
|               | Justinus van der Brugghen             | جوستينوس فان دير بروغين (1804–1863)          | 1 يوليو 1856   | 18 مارس 1858   | 625       | مستقل (مسيحي)        | 1856                | I            | ليبرالي      |
|               | Jan Jacob Rochussen                   | جان جاكوب روتشوسن (1797–1871)                | 18 مارس 1858   | 23 فبراير 1860 | 707       | مستقل (ليبرالي)      | 1858                | I            | ليبرالي      |
|               | Floris Adriaan, Baron van Hall        | فلوريس أدريان فان هال (1791–1866)            | 23 فبراير 1860 | 14 مارس 1861   | 385       | مستقل (ليبرالي)      | 1860                | II           | ليبرالي      |
|               | Jacob, Baron van Zuylen van Nijevelt  | جاكوب فان زويلين فان نيجفلت (1816–1890)      | 14 مارس 1861   | 10 نوفمبر 1861 | 241       | مستقل (ليبرالي)      | —                   | I            | ليبرالي      |
|               | Schelto, Baron van Heemstra           | سكيلتو فان هيمسترا (1807–1864)               | 10 نوفمبر 1861 | 1 فبراير 1862  | 83        | مستقل (ليبرالي)      | —                   | I            | ليبرالي      |
|               | Johan Rudolf Thorbecke                | يوهان رودولف توربكه (1798–1872)              | 1 فبراير 1862  | 10 فبراير 1866 | 1470      | مستقل (ليبرالي)      | 1862 1866           | II           | ليبرالي      |
|               | Isaäc Dignus Fransen van de Putte     | إسحاق ديجنوس فرانسين فان دي بوتي (1822–1902) | 10 فبراير 1866 | 1 يونيو 1866   | 111       | مستقل (ليبرالي)      | —                   | I            | ليبرالي      |
|               | Julius, Count van Zuylen van Nijevelt | يوليوس فان زويلين فان نيجفلت (1819–1894)     | 1 يونيو 1866   | 4 يونيو 1868   | 734       | مستقل (ليبرالي)      | 1866                | I            | ليبرالي      |
|               | Pieter Philip van Bosse               | بيتر فيليب فان بوسي (1809–1879)              | 4 يونيو 1868   | 4 يناير 1871   | 944       | مستقل (ليبرالي)      | 1868 1869           | I            | ليبرالي      |
|               | Johan Rudolf Thorbecke                | يوهان رودولف توربكه (1798–1872)              | 4 يناير 1871   | 4 يونيو 1872   | 517       | مستقل (ليبرالي)      | 1871                | III          | ليبرالي      |
|               | Gerrit de Vries                       | جيريت دي فريس (1818–1900)                    | 4 يونيو 1872   | 27 أغسطس 1874  | 814       | مستقل (ليبرالي)      | 1873                | I            | ليبرالي      |
|               | Jan Heemskerk                         | جان هيمسكيرك (1818–1897)                     | 27 أغسطس 1874  | 3 نوفمبر 1877  | 1164      | مستقل (ليبرالي)      | 1875                | I            | ليبرالي      |
|               | Jan Kappeyne van de Coppello          | جان كابين فان دي كوبيلو (1822–1895)          | 3 نوفمبر 1877  | 20 أغسطس 1879  | 655       | مستقل (ليبرالي)      | 1877                | I            | ليبرالي      |
|               | Theo van Lynden van Sandenburg        | ثيو فان ليندن فان ساندنبورغ (1822–1895)      | 20 أغسطس 1879  | 23 أبريل 1883  | 1342      | مستقل (مسيحي)        | 1879                | I            | ليبرالي      |
|               | Jan Heemskerk                         | جان هيمسكيرك (1818–1897)                     | 23 أبريل 1883  | 20 أبريل 1888  | 1824      | مستقل (ليبرالي)      | 1883 1884 1886 1887 | I            | ليبرالي      |
|               |                                       | إينياس ماكاي (1839–1909)                     | 20 أبريل 1888  | 21 أغسطس 1891  | 1218      | الحزب المعادي للثورة | 1888                | I            | مسيحي        |

## تحت إمرةفيلهلمينا(1890–1948)
حزب سياسي:  الاتحاد الليبرالي،   الحزب المعادي للثورة،   حزب الدولة الكاثوليكي الروماني/الحزب الكاثوليكي الشعبي،   الاتحاد المسيحي التاريخي،   حزب العمل الهولندي،   مستقل
|                | الصورة                        | الاسم (الميلاد-الوفاة)                | في المنصب      | في المنصب      | في المنصب | حزب سياسي                                                                    | الانتخابات | مجلس الوزراء | مجلس الوزراء |
| استلام المنصب  | الصورة                        | الاسم (الميلاد-الوفاة)                | ترك المنصب     | الأيام         |           | حزب سياسي                                                                    | الانتخابات | مجلس الوزراء | مجلس الوزراء |
| -------------- | ----------------------------- | ------------------------------------- | -------------- | -------------- | --------- | ---------------------------------------------------------------------------- | ---------- | --- | --- |
|                | Gijsbert van Tienhoven        | جيجسبيرت فان تينهوفن (1841–1914)      | 21 أغسطس 1891  | 9 مايو 1894    | 992       | مستقل (ليبرالي)                                                              | 1891       | I | ليبرالي |
|                | Joan Röell                    | جوان راؤول (1844–1914)                | 9 مايو 1894    | 27 يوليو 1897  | 1175      | مستقل (ليبرالي)                                                              | 1894       | I | ليبرالي |
|                | Nicolaas Pierson              | نيكولاس بيرسون (1839–1909)            | 27 يوليو 1897  | 1 أغسطس 1901   | 1465      | الاتحاد الليبرالي                                                            | 1897       | I | ليبرالي |
|                | Abraham Kuyper                | أبراهام كاوبر (1837–1920)             | 1 أغسطس 1901   | 17 أغسطس 1905  | 1477      | الحزب المعادي للثورة                                                         | 1901       | I | مسيحي |
|                | Theo de Meester               | ثيو دي ميستر (1851–1919)              | 17 أغسطس 1905  | 12 فبراير 1908 | 909       | الاتحاد الليبرالي                                                            | 1905       | I | ليبرالي |
|                | Theo Heemskerk                | ثيو هيمسكيرك (1852–1932)              | 12 فبراير 1908 | 29 أغسطس 1913  | 2025      | الحزب المعادي للثورة                                                         | 1909       | I | مسيحي |
|                | Pieter Cort van der Linden    | بيتر فان دير ليندن (1846–1935)        | 29 أغسطس 1913  | 9 سبتمبر 1918  | 1837      | مستقل (ليبرالي)                                                              | 1913 1917  | I | ليبرالي |
|                | Charles Ruijs de Beerenbrouck | تشارلز رويجس دي بيرينبروك (1873–1936) | 9 سبتمبر 1918  | 18 سبتمبر 1922 | 2521      | الكاثوليكي الروماني                                                          | 1918       | I | الكاثوليكي الروماني – الحزب المعادي للثورة – الاتحاد المسيحي التاريخي                                                                           |
| 18 سبتمبر 1922 | Charles Ruijs de Beerenbrouck | تشارلز رويجس دي بيرينبروك (1873–1936) | 4 أغسطس 1925   | 1922           | 2521      | الكاثوليكي الروماني                                                          | II         | الكاثوليكي الروماني – الحزب المعادي للثورة – الاتحاد المسيحي التاريخي                                                                                                 | |
|                | Hendrikus Colijn              | هيندريكوس كولين (1869–1944)           | 4 أغسطس 1925   | 8 مارس 1926    | 216       | الحزب المعادي للثورة                                                         | 1925       | I | الكاثوليكي الروماني – الحزب المعادي للثورة – الاتحاد المسيحي التاريخي                                                                           |
|                | Dirk Jan de Geer              | ديرك جان دي غير (1870–1960)           | 8 مارس 1926    | 10 أغسطس 1929  | 1251      | الحزب المسيحي التاريخي                                                       | —          | I | الكاثوليكي الروماني – الحزب المعادي للثورة – الاتحاد المسيحي التاريخي                                                                           |
|                | Charles Ruijs de Beerenbrouck | تشارلز رويجس دي بيرينبروك (1873–1936) | 10 أغسطس 1929  | 26 مايو 1933   | 1385      | الكاثوليكي الروماني                                                          | 1929       | III | الكاثوليكي الروماني – الحزب المعادي للثورة – الاتحاد المسيحي التاريخي                                                                           |
|                | Hendrikus Colijn              | هيندريكوس كولين (1869–1944)           | 26 مايو 1933   | 31 يوليو 1935  | 2267      | الحزب المعادي للثورة                                                         | 1933       | II | الكاثوليكي الروماني – الحزب المعادي للثورة – الاتحاد المسيحي التاريخي – حزب الدولة الليبرالي – الرابطة الديمقراطية ذات التفكير الحر             |
| 31 يوليو 1935  | Hendrikus Colijn              | هيندريكوس كولين (1869–1944)           | 24 يونيو 1937  | —              | 2267      | الحزب المعادي للثورة                                                         | III        | الكاثوليكي الروماني – الحزب المعادي للثورة – الاتحاد المسيحي التاريخي – حزب الدولة الليبرالي – الرابطة الديمقراطية ذات التفكير الحر                                   | |
| 24 يونيو 1937  | Hendrikus Colijn              | هيندريكوس كولين (1869–1944)           | 25 يوليو 1939  | 1937           | 2267      | الحزب المعادي للثورة                                                         | IV         | الكاثوليكي الروماني – الحزب المعادي للثورة – الاتحاد المسيحي التاريخي                                                                                                 | |
| 25 يوليو 1939  | Hendrikus Colijn              | هيندريكوس كولين (1869–1944)           | 10 أغسطس 1939  | —              | 2267      | الحزب المعادي للثورة                                                         | V          | حزب الدولة الليبرالي – الحزب المعادي للثورة – الاتحاد المسيحي التاريخي                                                                                                | |
|                | Dirk Jan de Geer              | ديرك جان دي غير (1870–1960)           | 10 أغسطس 1939  | 3 سبتمبر 1940  | 390       | الاتحاد المسيحي التاريخي                                                     | —          | II | حزب العمال الديمقراطي الاجتماعي – الحزب المعادي للثورة – الاتحاد المسيحي التاريخي – حزب الدولة الليبرالي – الرابطة الديمقراطية ذات التفكير الحر |
|                | Pieter Sjoerds Gerbrandy      | بيتر شوردس جيربراندي (1885–1961)      | 3 سبتمبر 1940  | 28 يوليو 1941  | 1755      | الحزب المعادي للثورة                                                         | —          | I | حزب العمال الديمقراطي الاجتماعي – الحزب المعادي للثورة – الاتحاد المسيحي التاريخي – الكاثوليكي الروماني – الرابطة الديمقراطية ذات التفكير الحر  |
| 28 يوليو 1941  | Pieter Sjoerds Gerbrandy      | بيتر شوردس جيربراندي (1885–1961)      | 23 فبراير 1945 | —              | 1755      | الحزب المعادي للثورة                                                         | II         | حزب العمال الديمقراطي الاجتماعي – الحزب المعادي للثورة – الاتحاد المسيحي التاريخي – حزب الدولة الليبرالي – الرابطة الديمقراطية ذات التفكير الحر – الكاثوليكي الروماني | |
| 23 فبراير 1945 | Pieter Sjoerds Gerbrandy      | بيتر شوردس جيربراندي (1885–1961)      | 24 يونيو 1945  | —              | 1755      | الحزب المعادي للثورة                                                         | III        | الكاثوليكي الروماني – الحزب المعادي للثورة – الرابطة الديمقراطية ذات التفكير الحر                                                                                     | |
|                | Wim Schermerhorn              | ويليم شيرميرهورن (1894–1977)          | 24 يونيو 1945  | 3 يوليو 1946   | 374       | الرابطة الديمقراطية ذات التفكير الحر (حتى 1946) حزب العمل الهولندي (من 1946) | —          | I | الرابطة الديمقراطية ذات التفكير الحر – حزب العمال الديمقراطي الاجتماعي – الحزب الكاثوليكي الشعبي – الحزب المعادي للثورة                         |
|                | Louis Beel                    | لويس بيل (1902–1977)                  | 3 يوليو 1946   | 7 أغسطس 1948   | 766       | الحزب الكاثوليكي الشعبي                                                      | 1946       | I | الحزب الكاثوليكي الشعبي – حزب العمل الهولندي |

## تحت إمرةيوليانا(1948–1980)
حزب سياسي:   حزب العمل الهولندي،   الحزب الكاثوليكي الشعبي،   الحزب المعادي للثورة،   حزب النداء الديمقراطي المسيحي
|                | الصورة            | الاسم (الميلاد-الوفاة)      | في المنصب      | في المنصب      | في المنصب | حزب سياسي                                                                  | الانتخابات | مجلس الوزراء                                                                                              | مجلس الوزراء |
| استلام المنصب  | الصورة            | الاسم (الميلاد-الوفاة)      | ترك المنصب     | الأيام         |           | حزب سياسي                                                                  | الانتخابات | مجلس الوزراء                                                                                              | مجلس الوزراء |
| -------------- | ----------------- | --------------------------- | -------------- | -------------- | --------- | -------------------------------------------------------------------------- | ---------- | --- | --- |
|                | Willem Drees      | ويلم دريس (1886-1988)       | 7 أغسطس 1948   | 15 مارس 1951   | 3789      | حزب العمل الهولندي                                                         | 1948       | I | حزب العمل الهولندي – الحزب الكاثوليكي الشعبي – الحزب المسيحي التاريخي – حزب الشعب للحرية والديمقراطية                                   |
| 15 مارس 1951   | Willem Drees      | ويلم دريس (1886-1988)       | 2 سبتمبر 1952  | —              | 3789      | حزب العمل الهولندي                                                         | II         | حزب العمل الهولندي – الحزب الكاثوليكي الشعبي – الحزب المعادي للثورة – الاتحاد المسيحي التاريخي            | |
| 2 سبتمبر 1952  | Willem Drees      | ويلم دريس (1886-1988)       | 13 أكتوبر 1956 | 1952           | 3789      | حزب العمل الهولندي                                                         | III        | حزب العمل الهولندي – الحزب الكاثوليكي الشعبي – الحزب المعادي للثورة – الاتحاد المسيحي التاريخي            | |
| 13 أكتوبر 1956 | Willem Drees      | ويلم دريس (1886-1988)       | 22 ديسمبر 1958 | 1956           | 3789      | حزب العمل الهولندي                                                         | IV         | حزب العمل الهولندي – الحزب الكاثوليكي الشعبي – الحزب المعادي للثورة – الاتحاد المسيحي التاريخي            | |
|                | Louis Beel        | لويس بيل (1902–1977)        | 22 ديسمبر 1958 | 19 مايو 1959   | 148       | الحزب الكاثوليكي الشعبي                                                    | —          | II | الحزب الكاثوليكي الشعبي – الحزب المعادي للثورة – الاتحاد المسيحي التاريخي                                                               |
|                | Jan de Quay       | جان دي كواي (1901–1985)     | 19 مايو 1959   | 24 يوليو 1963  | 1527      | الحزب الكاثوليكي الشعبي                                                    | 1959       | I | الحزب الكاثوليكي الشعبي – الحزب المعادي للثورة – الاتحاد المسيحي التاريخي – حزب الشعب للحرية والديمقراطية                               |
|                | Victor Marijnen   | فيكتور مارينن (1917–1975)   | 24 يوليو 1963  | 14 أبريل 1965  | 630       | الحزب الكاثوليكي الشعبي                                                    | 1963       | I | الحزب الكاثوليكي الشعبي – الحزب المعادي للثورة – الاتحاد المسيحي التاريخي – حزب الشعب للحرية والديمقراطية                               |
|                | Jo Cals           | جو كالس (1914–1971)         | 14 أبريل 1965  | 22 نوفمبر 1966 | 587       | الحزب الكاثوليكي الشعبي                                                    | —          | I | الحزب الكاثوليكي الشعبي – الحزب المسيحي التاريخي – حزب العمل الهولندي                                                                   |
|                | Jelle Zijlstra    | جيلي زيلسترا (1918–2001)    | 22 نوفمبر 1966 | 5 أبريل 1967   | 134       | الحزب المعادي للثورة                                                       | —          | I | الاتحاد المسيحي التاريخي – الحزب الكاثوليكي الشعبي                                                                                      |
|                | Piet de Jong      | بيتروس دي جونغ (1915–2016)  | 5 أبريل 1967   | 6 يوليو 1971   | 1553      | الحزب الكاثوليكي الشعبي                                                    | 1967       | I | الحزب الكاثوليكي الشعبي – الحزب المعادي للثورة – الاتحاد المسيحي التاريخي – حزب الشعب للحرية والديمقراطية                               |
|                | Barend Biesheuvel | بارند بيشوفيل (1920–2001)   | 6 يوليو 1971   | 9 أغسطس 1972   | 675       | الحزب المعادي للثورة                                                       | 1971 ‏      | I | الحزب المعادي للثورة – الحزب الكاثوليكي الشعبي – الاتحاد المسيحي التاريخي – حزب الشعب للحرية والديمقراطية – الاشتراكيون الديمقراطيون 70 |
| 9 أغسطس 1972   | Barend Biesheuvel | بارند بيشوفيل (1920–2001)   | 11 مايو 1973   | —              | 675       | الحزب المعادي للثورة                                                       | II         | الحزب المعادي للثورة – الحزب الكاثوليكي الشعبي – الاتحاد المسيحي التاريخي – حزب الشعب للحرية والديمقراطية | |
|                | Joop den Uyl      | يوب دن إل (1919–1987)       | 11 مايو 1973   | 19 ديسمبر 1977 | 1683      | حزب العمل الهولندي                                                         | 1972       | وزارة دن ييل ‏                                                                                             | حزب العمل الهولندي – الحزب الكاثوليكي الشعبي – الحزب المعادي للثورة – الديمقراطيون 66 – حزب الراديكاليين السياسي                        |
|                | Dries van Agt     | دريس فان أغت (الميلاد 1931) | 19 ديسمبر 1977 | 11 سبتمبر 1981 | 1781      | الحزب الكاثوليكي الشعبي (حتى 1980) حزب النداء الديمقراطي المسيحي (من 1980) | 1977       | I | حزب النداء الديمقراطي المسيحي – حزب الشعب للحرية والديمقراطية                                                                           |
| 11 سبتمبر 1981 | Dries van Agt     | دريس فان أغت (الميلاد 1931) | 29 مايو 1982   | 1981           | 1781      | الحزب الكاثوليكي الشعبي (حتى 1980) حزب النداء الديمقراطي المسيحي (من 1980) | II         | حزب النداء الديمقراطي المسيحي – حزب العمل الهولندي – الديمقراطيون 66                                      | |
| 29 مايو 1982   | Dries van Agt     | دريس فان أغت (الميلاد 1931) | 4 نوفمبر 1982  | —              | 1781      | الحزب الكاثوليكي الشعبي (حتى 1980) حزب النداء الديمقراطي المسيحي (من 1980) | III        | حزب النداء الديمقراطي المسيحي – الديمقراطيون 66                                                           | |

## تحت إمرةبياتريكس(1980–2013)
حزب سياسي:  حزب النداء الديمقراطي المسيحي،   حزب العمل الهولندي،   حزب الشعب للحرية والديمقراطية
|                | الصورة               | الاسم (الميلاد-الوفاة)            | في المنصب      | في المنصب     | في المنصب | حزب سياسي                     | الانتخابات           | مجلس الوزراء                                                                    | مجلس الوزراء                                                                      |
| استلام المنصب  | الصورة               | الاسم (الميلاد-الوفاة)            | ترك المنصب     | الأيام        |           | حزب سياسي                     | الانتخابات           | مجلس الوزراء                                                                    | مجلس الوزراء                                                                      |
| -------------- | -------------------- | --------------------------------- | -------------- | ------------- | --------- | ----------------------------- | -------------------- | ------------------------------------------------------------------------------- | --------------------------------------------------------------------------------- |
|                | Ruud Lubbers         | رود لوبرز (الميلاد 1939)          | 4 نوفمبر 1982  | 14 يوليو 1986 | 4309      | حزب النداء الديمقراطي المسيحي | 1982                 | I                                                                               | حزب النداء الديمقراطي المسيحي – حزب الشعب للحرية والديمقراطية                     |
| 14 يوليو 1986  | Ruud Lubbers         | رود لوبرز (الميلاد 1939)          | 7 نوفمبر 1989  | 1986          | 4309      | حزب النداء الديمقراطي المسيحي | II                   | حزب النداء الديمقراطي المسيحي – حزب الشعب للحرية والديمقراطية                   |                                                                                   |
| 7 نوفمبر 1989  | Ruud Lubbers         | رود لوبرز (الميلاد 1939)          | 22 أغسطس 1994  | 1989          | 4309      | حزب النداء الديمقراطي المسيحي | حكومة لوبرز الثالثة ‏ | حزب النداء الديمقراطي المسيحي – حزب العمل الهولندي                              |                                                                                   |
|                | Wim Kok              | فيم كوك (الميلاد 1938)            | 22 أغسطس 1994  | 3 أغسطس 1998  | 2891      | حزب العمل الهولندي            | 1994                 | I                                                                               | حزب العمل الهولندي – حزب الشعب للحرية والديمقراطية – الديمقراطيون 66              |
| 3 أغسطس 1998   | Wim Kok              | فيم كوك (الميلاد 1938)            | 22 يوليو 2002  | 1998 ‏         | 2891      | حزب العمل الهولندي            | II                   | حزب العمل الهولندي – حزب الشعب للحرية والديمقراطية – الديمقراطيون 66            |                                                                                   |
|                | Jan Peter Balkenende | جان بيتر بالكنإنده (الميلاد 1956) | 22 يوليو 2002  | 27 مايو 2003  | 3006      | حزب النداء الديمقراطي المسيحي | 2002                 | I                                                                               | حزب النداء الديمقراطي المسيحي – قائمة بيم فورتاين – حزب الشعب للحرية والديمقراطية |
| 27 مايو 2003   | Jan Peter Balkenende | جان بيتر بالكنإنده (الميلاد 1956) | 7 يوليو 2006   | 2003          | 3006      | حزب النداء الديمقراطي المسيحي | II                   | حزب النداء الديمقراطي المسيحي – حزب الشعب للحرية والديمقراطية – الديمقراطيون 66 |                                                                                   |
| 7 يوليو 2006   | Jan Peter Balkenende | جان بيتر بالكنإنده (الميلاد 1956) | 22 فبراير 2007 | —             | 3006      | حزب النداء الديمقراطي المسيحي | III                  | حزب النداء الديمقراطي المسيحي – حزب الشعب للحرية والديمقراطية                   |                                                                                   |
| 22 فبراير 2007 | Jan Peter Balkenende | جان بيتر بالكنإنده (الميلاد 1956) | 14 أكتوبر 2010 | 2006 ‏         | 3006      | حزب النداء الديمقراطي المسيحي | IV                   | حزب النداء الديمقراطي المسيحي – حزب العمل الهولندي – الاتحاد المسيحي            |                                                                                   |
|                | Mark Rutte           | مارك روته (الميلاد 1967)          | 14 أكتوبر 2010 | 5 نوفمبر 2012 | 2569      | حزب الشعب للحرية والديمقراطية | 2010                 | I                                                                               | حزب الشعب للحرية والديمقراطية – حزب النداء الديمقراطي المسيحي                     |
| 5 نوفمبر 2012  | Mark Rutte           | مارك روته (الميلاد 1967)          | 26 أكتوبر 2017 | 2012 ‏         | 2569      | حزب الشعب للحرية والديمقراطية | وزارة روته الثانية   | حزب الشعب للحرية والديمقراطية – حزب العمل الهولندي                              |                                                                                   |

## تحت إمرةفيليم ألكساندر(2013–حاليًا)
حزب سياسي:   حزب الشعب من أجل الحرية والديمقراطية
|               | الصورة        | الاسم (الميلاد-الوفاة) | في المنصب      | في المنصب     | في المنصب | حزب سياسي                            | الانتخابات                                                                                               | مجلس الوزراء | مجلس الوزراء                                                                                             |
| استلام المنصب | الصورة        | الاسم (الميلاد-الوفاة) | ترك المنصب     | الأيام        |           | حزب سياسي                            | الانتخابات                                                                                               | مجلس الوزراء | مجلس الوزراء                                                                                             |
| ------------- | ------------- | ---------------------- | -------------- | ------------- | --------- | ------------------------------------ | --- | ------------ | --- |
|               |               | مارك روته (1794–1863)  | 26 أكتوبر 2017 | 10 يناير 2022 | 2441      | حزب الشعب من أجل الحرية والديمقراطية | 2017 | III          | حزب الشعب من أجل الحرية والديمقراطية – حزب النداء الديمقراطي المسيحي – الديمقراطيون 66 – الاتحاد المسيحي |
| 10 يناير 2022 | 7 يوليو 2023  | مارك روته (1794–1863)  | 2021           | IV            | 2441      | حزب الشعب من أجل الحرية والديمقراطية | حزب الشعب من أجل الحرية والديمقراطية – حزب النداء الديمقراطي المسيحي – الديمقراطيون 66 – الاتحاد المسيحي |              | |
|               | 10 يناير 2022 | مارك روته (1794–1863)  | 2021           | IV            | 2441      | حزب الشعب من أجل الحرية والديمقراطية | حزب الشعب من أجل الحرية والديمقراطية – حزب النداء الديمقراطي المسيحي – الديمقراطيون 66 – الاتحاد المسيحي | 2 يوليو 2024 | |
|               | Dick Schoof   | ديك شوف (مواليد 1957)  | 2 يوليو 2024   | في المنصب     | 287 أيام  | مستقل                                | 2023 | Schoof       | حزب من أجل الحرية – حزب الشعب من أجل الحرية والديمقراطية – NSC – BBB                                     |

## قائمة رؤساء الوزراء حسب مدة الولاية
| الترتيب  | رئيس الوزراء                     | الحزب                                                   | التاريخ                       | مدة                                                                     |
| -------- | -------------------------------- | ------------------------------------------------------- | ----------------------------- | ----------------------------------------------------------------------- |
| 1        | رود لوبرز                        | حزب النداء الديمقراطي المسيحي                           | 1982–1994                     | 11 سنوات و291 أيام                                                      |
| 2        | مارك روته                        | حزب الشعب للحرية والديمقراطية                           | 2010–2024                     | 13 سنوات و262 أيام                                                      |
| 3        | تشارلز رويجس دي بيرينبروك        | الكاثوليكي الروماني                                     | 1918–1925 1929–1933           | 6 سنوات و329 أيام 3 سنوات و289 أيام (10 سنوات و253 الأيام)              |
| 4        | ويلم دريس                        | حزب العمل الهولندي                                      | 1948–1958                     | 10 سنوات و137 أيام                                                      |
| 5        | يوهان رودولف توربكه              | مستقل (ليبرالي)                                         | 1849–1853 1862–1866 1871–1872 | 3 سنوات و169 أيام 4 سنوات و9 أيام 1 سنة و152 أيام (8 سنوات و330 الأيام) |
| 6        | جان بيتر بالكنإنده               | حزب النداء الديمقراطي المسيحي                           | 2002–2010                     | 8 سنوات و84 أيام                                                        |
| 7        | جان هيمسكيرك                     | مستقل (سياسة محافظة)                                    | 1874–1877 1883–1888           | 3 سنوات و68 أيام 4 سنوات و363 أيام (8 سنوات و66 الأيام)                 |
| 8        | فيم كوك                          | حزب العمل الهولندي                                      | 1994–2002                     | 7 سنوات و334 أيام                                                       |
| 9        | هيندريكوس كولين                  | الحزب المعادي للثورة                                    | 1925–1926 1933–1939           | 6 سنوات و76 أيام 216 أيام (6 سنوات و292 الأيام)                         |
| 10       | ثيو هيمسكيرك                     | الحزب المعادي للثورة                                    | 1908–1913                     | 5 سنوات و198 أيام                                                       |
| 11       | بيتر فان دير ليندن               | مستقل (ليبرالي)                                         | 1913–1918                     | 5 سنوات و11 أيام                                                        |
| 12       | دريس فان أغت                     | حزب النداء الديمقراطي المسيحي                           | 1977–1982                     | 4 سنوات و320 أيام                                                       |
| 13       | بيتر شوردس جيربراندي             | الحزب المعادي للثورة                                    | 1940–1945                     | 4 سنوات و294 أيام                                                       |
| 14       | يوب دن إل                        | حزب العمل الهولندي                                      | 1973–1977                     | 4 سنوات و222 أيام                                                       |
| 15       | ديرك جان دي غير                  | الاتحاد التاريخي المسيحي                                | 1926–1929 1939–1940           | 3 سنوات و155 أيام 1 سنة و24 أيام (4 سنوات و179 الأيام)                  |
| 16 (tie) | فلوريس أدريان فان هال            | مستقل (ليبرالي)                                         | 1853–1856 1860–1861           | 3 سنوات و73 أيام 1 سنة و19 أيام (4 سنوات و92 الأيام)                    |
| 16 (tie) | بيتروس دي جونغ                   | الحزب الكاثوليكي الشعبي                                 | 1967–1971                     | 4 سنوات و92 أيام                                                        |
| 17       | جان دي كواي                      | الحزب الكاثوليكي الشعبي                                 | 1959–1963                     | 4 سنوات و66 أيام                                                        |
| 18       | أبراهام كاوبر                    | الحزب المعادي للثورة                                    | 1901–1905                     | 4 سنوات و16 أيام                                                        |
| 19       | نيكولاس بيرسون                   | الاتحاد الليبرالي                                       | 1897–1901                     | 4 سنوات و5 أيام                                                         |
| 20       | ثيو فان ليندن فان ساندنبورغ      | مستقل (معادي للثورة)                                    | 1879–1883                     | 3 سنوات و246 أيام                                                       |
| 21       | إينياس ماكاي                     | الحزب المعادي للثورة                                    | 1888–1891                     | 3 سنوات و123 أيام                                                       |
| 22       | جوان راؤول                       | مستقل (ليبرالي)                                         | 1894–1897                     | 3 سنوات و79 أيام                                                        |
| 23       | جيجسبيرت فان تينهوفن             | مستقل (ليبرالي)                                         | 1891–1894                     | 2 سنوات و261 أيام                                                       |
| 24       | بيتر فيليب فان بوسي              | مستقل (ليبرالي)                                         | 1868–1871                     | 2 سنوات و214 أيام                                                       |
| 25       | لويس بيل                         | الحزب الكاثوليكي الشعبي                                 | 1946–1948 1958–1959           | 2 سنوات و35 أيام 148 أيام (2 سنوات و183 الأيام)                         |
| 26       | ثيو دي ميستر                     | الاتحاد الليبرالي                                       | 1905–1908                     | 2 سنوات و179 أيام                                                       |
| 27       | جيريت دي فريس                    | مستقل (ليبرالي)                                         | 1872–1874                     | 2 سنوات و84 أيام                                                        |
| 28       | يوليوس فان زويلين فان نيجفلت     | مستقل (سياسة محافظة)                                    | 1866–1868                     | 2 سنوات و3 أيام                                                         |
| 29       | جان جاكوب روتشوسن                | مستقل (سياسة محافظة)                                    | 1858–1860                     | 1 سنة و342 أيام                                                         |
| 30       | بارند بيشوفيل                    | الحزب المعادي للثورة                                    | 1971–1973                     | 1 سنة و309 أيام                                                         |
| 31       | جان كابين فان دي كوبيلو          | مستقل (ليبرالي)                                         | 1877–1879                     | 1 سنة و290 أيام                                                         |
| 32       | فيكتور مارينن                    | الحزب الكاثوليكي الشعبي                                 | 1963–1965                     | 1 سنة و264 أيام                                                         |
| 33       | جوستينوس فان دير بروغين          | مستقل (معادي للثورة)                                    | 1856–1858                     | 1 سنة و260 أيام                                                         |
| 34       | جو كلاس                          | الحزب الكاثوليكي الشعبي                                 | 1965–1966                     | 1 سنة و222 أيام                                                         |
| 35       | ويليم شيرميرهورن                 | الرابطة الديمقراطية ذات التفكير الحر/حزب العمل الهولندي | 1945–1946                     | 1 سنة و9 أيام                                                           |
| 36       | جاكوب دي كمبينير                 | مستقل (ليبرالي)                                         | 1848–1849                     | 345 أيام                                                                |
| 37       | جاكوب فان زويلين فان نيجفلت      | مستقل (ليبرالي)                                         | 1861                          | 241 أيام                                                                |
| 38       | جيلي زيلسترا                     | الحزب المعادي للثورة                                    | 1966–1967                     | 134 أيام                                                                |
| 39       | إسحاق ديجنوس فرانسين فان دي بوتي | مستقل (ليبرالي)                                         | 1866                          | 111 أيام                                                                |
| 40       | سكيلتو فان هيمسترا               | مستقل (ليبرالي)                                         | 1861–1862                     | 83 أيام                                                                 |
| 41       | جيريت شيملبينينك                 | مستقل (ليبرالي)                                         | 1848                          | 53 أيام                                                                 |